# 弗蘭克·辛曼·瓦司基
弗蘭克·辛曼·瓦司基（英語：Frank Hinman Waskey；1875年4月20日—1964年1月18日），是一位美國民主黨的政治人物，曾在1906年至1907年擔任首任阿拉斯加領地眾議院議會代表。

## 生平
瓦司基在明尼蘇達州湖城出生，在明尼阿波利斯讀書直到在1898年2月移民到阿拉斯加諾姆。自1847年至1853年，他在當地從事採礦，出任一家礦業公司總裁，也在那裡的銀行和出版公司任職主管。
阿拉斯加領地建立後，他以民主黨黨員身份當選第五十九屆聯邦國會阿拉斯加領地眾議院議會代表，任期自1906年8月14日到1907年3月4日，惟於1906年時不被提名。後來，瓦司基在1911年到1955年於阿拉斯從事勘探加礦藏和古玩經銷商，同時在1915年到1918年期間擔任马歇尔的聯邦特派員。
1956年7月他移民至华盛顿州奥克维尔，後於1964年1月18日逝世，安葬在雪爾頓的雪爾頓公墓。